# Kura kosowska piejąca

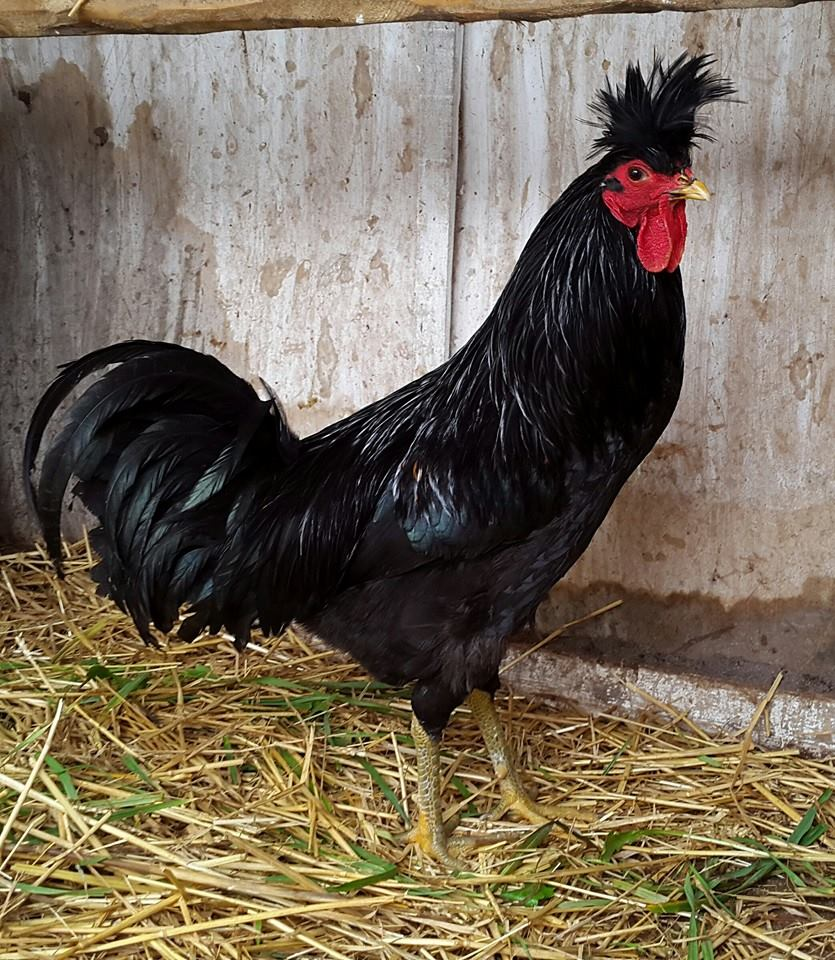
Kogut

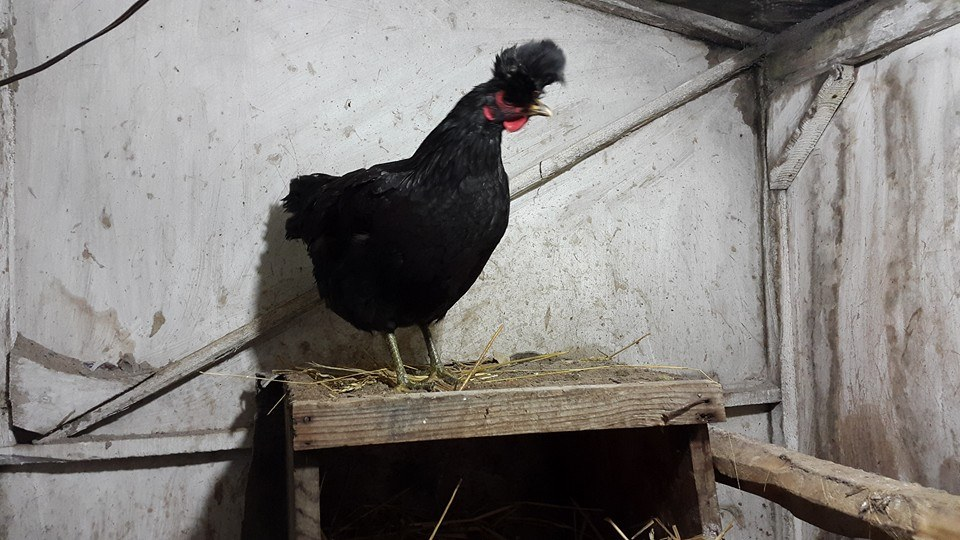
Kura

Kura kosowska piejąca – rasa kury domowej z grupy kur długo piejących. Pianie koguta trwa średnio przez 20–40 sekund, a niektóre koguty pieją nawet przez 60 sekund. Koguty zaczynają piać w wieku 5–7 miesięcy. Kury tej rasy są kurami o wyjątkowo dobrej nieśności (160 jaj rocznie), użyteczności mięsnej i odporności. Jaja mają skorupę koloru białego. Pisklęta mają upierzenie czarne lub ciemnobrązowe. Kury chętnie opiekują się potomstwem i dużo kwoczą. Zaczynają znosić jaja po osiągnięciu ósmego miesiąca życia.

## Rys historyczny
Pierwotne kury  piejące najprawdopodobniej przywędrowały do Kosowa z wojskowymi wyprawami Turków. Może rasa jest spokrewniona z Górską piejącą. Do Polski zostały sprowadzone w 2012 roku.

## Odmiany barwne
Dorosłe osobniki występują w kilku odmianach barwnych:
- czarnej
- białej
- biało-czarnej pstrokatej

## Masa ciała
Kogut: 2–3 kg
Kura:  1,5–2,5 kg